# Tizou
Le Tizou est un ruisseau français qui coule dans le département de la Haute-Loire, en région Auvergne-Rhône-Alpes. C'est un affluent droit de l'Arzon, donc un sous-affluent de la Loire.

## Géographie
Le Tizou naît dans les monts du Livradois, près du village de Champvert, sur le territoire de la commune de Saint-Geneys-près-Saint-Paulien (Haute-Loire) à une altitude de 950 mètres, et s'appelle aussi sur cette partie haute, le ruisseau de Bascoin.
Dans cette même zone, autour du hameau de Champvert, naissent d'autres ruisseaux tels que l'Enfer, le Ramey ou la Sugère.
De 5,7 km de longueur son orientation générale va d’ouest en est.
Il conflue dans l'Arzon en rive droite sur le territoire de Vorey, à 536 m d'altitude, et à moins de 200 mètres de la confluence de l'Arzon dans la Loire.

## Histoire
On a peu de traces et de faits historiques concernant le Tizou.
Il apparaît sur la carte de Cassini sous le nom de Tizon. Il possède sur cette carte un seul affluent (sans nom) naissant à l'Ouest de Laroux, autrefois écrit la Roux. Le Tizou naît non loin de Champvert, autrefois écrit Chamver et passe au Nord de Lareveyre, autrefois écrit la Reveur.

## Communes et cantons traversés
Dans le seul département de la Haute-Loire, le Tizou traverse deux communes :
- dans le sens amont vers aval : Saint-Geneys-près-Saint-Paulien (source), Vorey (confluence).

Soit en termes de cantons, le Tizou prend source dans le canton de Saint-Paulien et conflue dans le canton de Vorey, le tout dans l'arrondissement du Puy-en-Velay.

## Affluents
Le Tizou possède trois affluents et un sous-affluent référencés :
- ? (rg) : 2,63 km. Ce ruisseau possède un affluent naissant vers le hameau de Laroux et confluant entre-eux au Sud de Laroux.
- ? (rd) : 0,97 km
- ? (rd) : 0,41 km[6]

## Bassin versant
- Le Tizou traverse une seule zone hydrographique 'l'Arzon du rua d'Aiguemorte (NC) à la Loire (NC)' (K033) de 179 km2[1]. Cette zone est constituée à 49,89 % de forêts et milieux semi-naturels, à 49,54 % de forêts et milieux semi-naturels, à 0,60 % de forêts et milieux semi-naturels[1].

## Écologie
Le Tizou participe à la ZNIEFF de type I, décrite depuis 1986, de 2 343 hectares, sur cinq communes : ZNIEFF 830007985 - Gorges de l'Arzon.